# Карлос Игнасио Фернандез Лобе
Карлос Игнасио Фернандез Лобе (шп. Carlos Ignacio Fernández Lobbe; 20. новембар 1974) бивши је професионални рагбиста и некадашњи репрезентативац Аргентине.

## Каријера

### Клупска каријера
Током каријере је променио више клубова. Играо је за "Лисео" у аргентинској лиги, до одласка у Француску 2000. У Француској је играо за Бордо и Олимпик Кастр за који је постигао 3 есеја. После 4 сезоне у Француској, отишао је у Енглеску, где ће играти за Сејл шарксе, Нортемптон сеинтсе и Бат. Са Сејлом је освојио европски челинџ куп и титулу шампиона Енглеске, а Нортемптон је предводио као капитен до освајања челинџ купа. За један од најстаријих рагби клубова на свету, Бат је постигао 1 есеј и одиграо 26 утакмица.

### Репрезентација Аргентине
Играо је за Аргентину заједно са братом Мартином. Карлос је за "Пуме" играо на три светска првенства (1999, 2003, 2007). Постигао је 6 есеја за Аргентину и одиграо 65 тест мечева. Играо је и за рагби 7 репрезентацију Аргентине.

## Успеси
Титула првака Енглеске, са Сејлом 2006.
Куп европских изазивача у рагбију, са Сејлом 2005.
Куп европских изазивача, са Нортемптоном 2009.
Бронзана медаља са репрезентацијом Аргентине 2007.

## Приватан живот
Има једну кћерку.